# HD 46568
HD 46568, eller HR 2399, är en ensam stjärna i den mellersta delen av stjärnbilden Duvan. Den har en skenbar magnitud av ca 5,25 och är svagt synlig för blotta ögat där ljusföroreningar ej förekommer. Baserat på parallax enligt Gaia Data Release 3 på ca 11,5 mas, beräknas den befinna sig på ett avstånd på ca 284 ljusår (ca 87 parsek) från solen. Den rör sig bort från solen med en heliocentrisk radialhastighet på ca 39 km/s.

## Egenskaper
HD 46568 är en gul till vit jättestjärna av spektralklass G8 III. Den har en massa som är ca 1,9 solmassor, en radie som är ca 11 solradier och har ca 60 gånger solens utstrålning av energi från dess fotosfär vid en effektiv temperatur av ca 4 900 K.